# JOSUKE
JOSUKE（1987年3月4日 - ）は、2018年12月から活動開始したシンガーソングライター佐藤丈亮（さとうじょうすけ）によるソロプロジェクト。楽曲だけでなく、ミュージックビデオの監督から編集までの制作活動を行なっている。

## 概要
情緒的な歌詞にセンチメンタルなメロディーをのせて世界観を表現するエレクトロポップシンガー。高音で透き通った歌声は、他に似ているアーティストがいなく、個性的な印象を受けると話題。バイリンガルに日本語と英語を歌い分け、海外からも注目を集める。自らが代表取締役を務める株式会社アートリーで、ミュージックビデオ制作、マネジメントを行っている。

## 経歴
幼少期から12年間インターナショナルスクールに通っていたため、英語をネイティブ並みに話すことができる。中学生の時に公立の学校に転校したことがきっかけで、クラスメートとバンド活動を始める（担当はボーカル）。当時からジャンル関係なくさまざまな音楽を聴いていたが、当時結成したバンドはビジュアル系バンドで、JOSUKEもメイクをしてステージに立っていた。高校卒業のタイミングで自身が作詞・作曲・ボーカルを務めるバンド「SINSEMILLA」を結成。地元名古屋を拠点に全国ツアーやワンマンライブを行うなど精力的に活動をした。SINSEMILLAの活動自体は約3年程だったが、メンバーと活動を続けたい想いから当時のバンドメンバーと「株式会社アートリー」を設立する。会社経営と並行して、2016年に「50HEARTS」プロジェクトで音楽活動を再開し、2018年にはJOSUKE名義でソロアーティスト活動を開始。2018年12月18日に1st Single 『夢の中で』をリリースと同時にデビュー。

## 作品

### シングル
|     | リリース日     | タイトル       |
| --- | -------------- | -------------- |
| 1st | 2018年12月18日 | 夢の中で       |
| 2nd | 2018年12月19日 | セレナーデ     |
| 3rd | 2019年4月19日  | 花化粧         |
| 4th | 2019年8月22日  | 蜉蝣           |
| 5th | 2019年12月22日 | SEVENTH HEAVEN |
| 6th | 2020年7月22日  | CELESTIAL BLUE |

### アルバム
|     | リリース日    | タイトル       |
| --- | ------------- | -------------- |
| 1st | 2022年1月29日 | Beyond The Sin |

### 映像作品
|     | リリース日     | タイトル                                    |
| --- | -------------- | ------------------------------------------- |
| 1st | 2018年12月18日 | 夢の中で (Yume no nakade) [OFFICIAL VIDEO]  |
| 2nd | 2019年4月19日  | 花化粧 (Hanageshou) [OFFICIAL VIDEO]        |
| 3rd | 2019年8月22日  | 蜉蝣(Kagerou) [OFFICIAL VIDEO]              |
| 4th | 2020年1月6日   | SEVENTH HEAVEN [OFFICIAL VIDEO]             |
| 5th | 2021年5月27日  | CELESTIAL BLUE [OFFICIAL VIDEO]             |
| 6th | 2021年12月24日 | セレナーデ(Serenade) [Official Music Video] |